# أبو العباس أحمد بن عمار المهدوي
'أحمد بن عمار بن أبي العباس الإمام أبو العباس المهدوي 1048 نسبه إلى المهدية بالقيروان في تونس أستاذ مشهور، رحل وقرأ على محمد بن سفيان وعلى جده لأمه مهدي بن إبراهيم وأبي الحسن أحمد بن محمد القنطري بمكة وذكر الحافظ أبو عبد الله الذهبي أنه قرأ على أبي بكر أحمد بن محمد البراثي، وألف التواليف منها التفسير المشهور والهداية في القراءات السبع. ذكره الشاطبي في باب الاستعاذة، وقرأ عليه غانم بن الوليد وأبو عبد الله محمد بن أحمد بن مطرف الطرفي وموسى بن سليمان اللخمي ويحيى بن إبراهيم البياز ومحمد بن إبراهيم بن إلياس ومحمد بن عيسى بن فرج المغامي. توفي في 430 هـ .

## المصدر
- غاية النهاية في طبقات القراء. الإمام الجزري.